# 皮茨維爾 (馬里蘭州)
皮茨維爾（英語：Pittsville）是一個位於美國馬里蘭州威科米科縣的市鎮。

## 人口
根據2020年美國人口普查的數據，皮茨維爾的面積為4.04平方千米，當中陸地面積為4.04平方千米，而水域面積為0.00平方千米。當地共有人口1636人，而人口密度為每平方千米405人。